# NGC 2404
NGC 2404 este o galaxie situată în constelația Girafa. A fost descoperită în 2 februarie 1886 de către Guillaume Bigourdan⁠(d).